# Järnvägsdepå

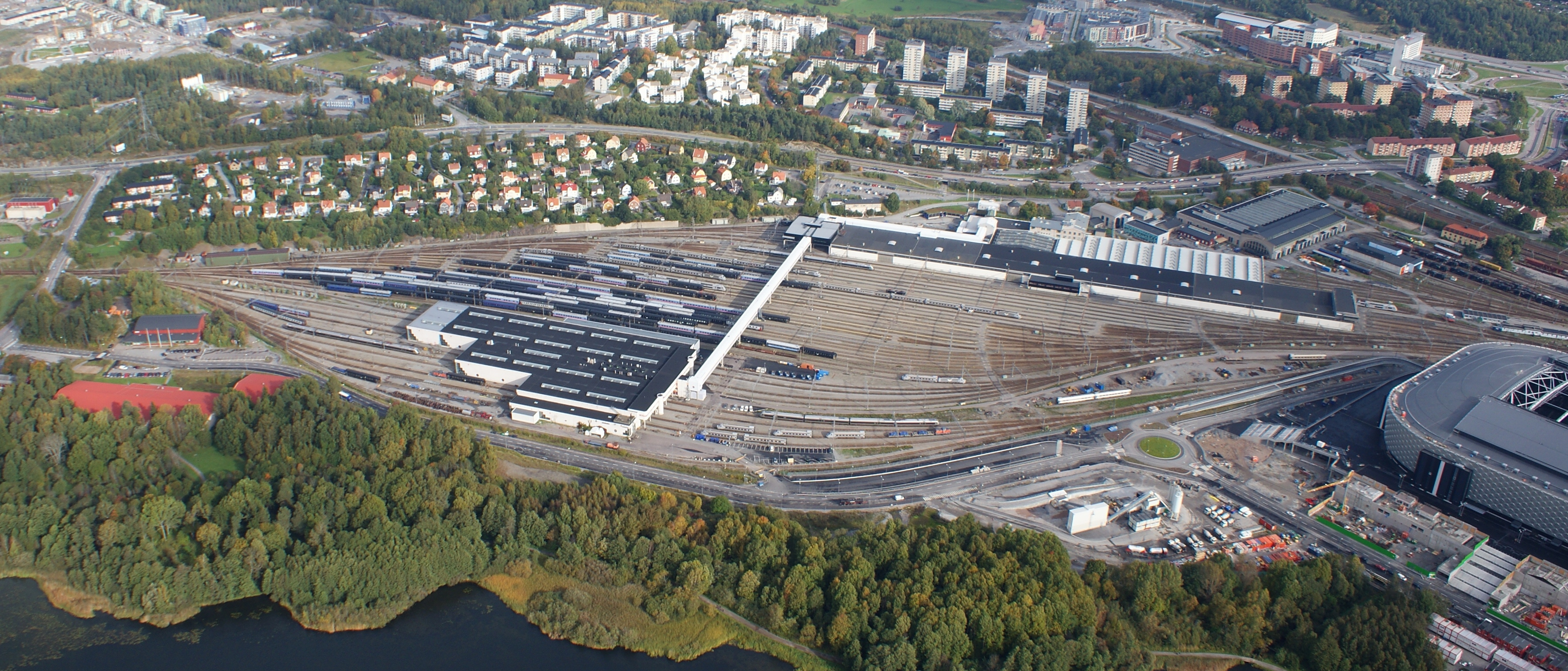
Hagalunds bangård sedd från helikopter

En järnvägsdepå är en service- och uppställningsplats där tåg förvaras och underhålls när de inte är i reguljär trafik.
Depåer uppförs av fastighetsbolag som Jernhusen och Train Alliance och drivs av trafikhuvudmän. 
Hagalunds bangård i Solna är norra Europas största underhållsdepå för tåg som hyrs ut till bland annat SJ AB, Transdev och Bombardier Transportation.

## Referenser

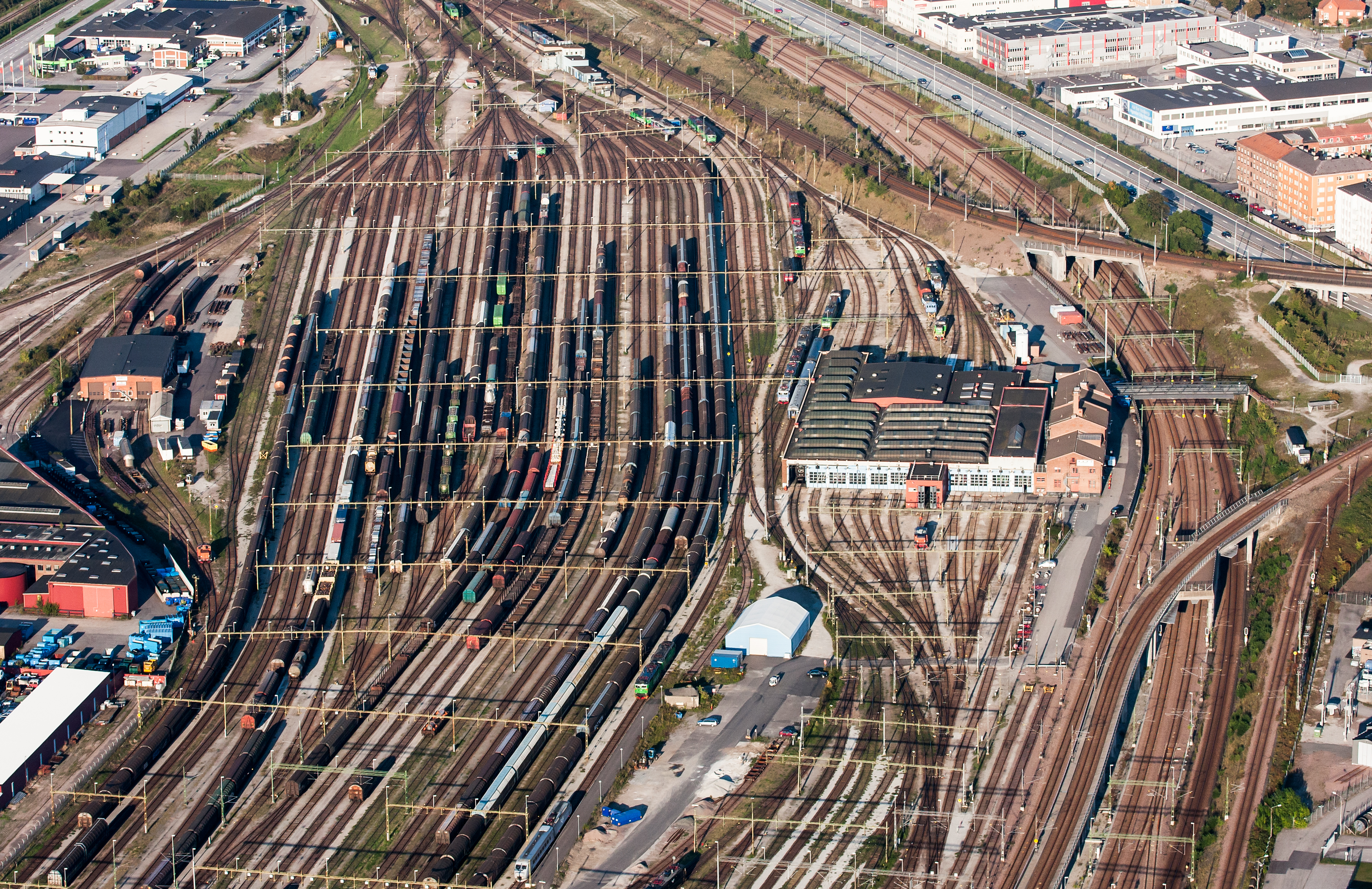
Bangården vid Malmö Centralstation 2014